# Ove Olson
Nils Ove Olson, född 4 oktober 1903 i Skabersjö församling, Malmöhus län, död 1975, var en svensk-fransk målare. 
Han var son till köpmannen Ola Olsson och Karolina Nilsson och från 1932 gift med advokaten Paulette le Breton. Olson studerade konst för Tage Hansson vid Skånska målarskolan i Malmö men avbröt studierna och flyttade till Paris 1929 där han studerade för Henry de Waroquier, Othon Friesz och Charles Dufresne vid Académie Scandinave samtidigt som han arbetade på Académie de la Grande Chaumière. Till kamratkretsen i Paris hörde Albin Amelin och Sven Erixson. Separat debuterade han med en utställning i Strasbourg 1934 och tidigare samma år deltog han i en utställning Malmö rådhus. Olson medverkade regelbundet i de franska salongerna och var sedan 1932 medlem i Salon d'Automne. När andra världskriget bröt ut var Olson en av fem svenskar som frivilligt enrollerade sig för Frankrike. Han slogs med sitt infanteriregemente i Ardennerna, Meuse och Verdun. En av hans krigskamrater, svensken Harry Thorsén, skildrade efter kriget deras upplevelser i flera tidningsartiklar. Under striderna kom han i tysk fångenskap och tvingades under två års tid att arbeta med väggbyggen i Luchenwalde. En benskada som han ådrog sig resulterade i en tids sjukhusvistelse där en antinazistisk läkare lyckades få honom hemsänd till familjen i Frankrike. Hans landskapsmålningar fick efter tiden vid krigsfångelägret en lyrisk känsla till själva marken som inte återfinns i de tidigare verken. Efter kriget hedrades han med det franska krigskorset samt hederslegionens röda band och senare tilldelades han även Paris stads kulturpris. Efter kriget ställde han ut separat ett flertal gånger i Paris och i Sverige ställde han ut på Modern konst i hemmiljö och i samlingsutställningar med Skånes konstförening. Hans konst består av landskapsmålningar från Paris utkanter, hamnvyer och blomsterstilleben. Olson är representerad vid Moderna museet och Nationalmuseum i Stockholm, Nationalmuseet i Tours, Institut Tessin i Paris, Malmö museum, Helsingborgs museum, Kalmar konstmuseum, Landskrona museum, Ystads konstmuseum och Kristianstads museum.